# بنجاني مواروواري
بنجاني مواروواري (بالإنجليزية: Benjani Mwaruwari)‏، من مواليد 13 أغسطس 1978 في بولاوايو في زيمبابوي، لاعب كرة قدم من زيمبابوي.
بدأ مسيرته الكروية مع نادي جومو كوسموس الجنوب أفريقي في عام 1999، ولعب معهم حتى عام 2001، وشارك معهم في 44 مباراة وسجل 20 هدف، وفي موسم 2001/2002 أعير إلى نادي غرافشوبرز السويسري، ولعب معهم 27 مباراة وسجل هدف واحد، وفي عام 2002 انتقل إلى نادي أوكسير الفرنسي، ولعب معهم حتى عام 2006، وشارك معهم في 84 مباراة وسجل 20 هدف، ومنذ عام 2006 وهو يلعب مع نادي بورتسموث الإنجليزي.
و قد بدأ باللعب مع منتخب زيمبابوي لكرة القدم في عام 1998.

## روابط خارجية
- بنجاني مواروواري على موقع الاتحاد الدولي (مؤرشف)  (الإنجليزية)
- بنجاني مواروواري على موقع الاتحاد الأوربي (الإنجليزية)
- بنجاني مواروواري على موقع رابطة كرة القدم الفرنسية للمحترفين (الإنجليزية)
- بنجاني مواروواري على موقع إي إس بي إن إف سي (الإنجليزية)
- بنجاني مواروواري على موقع قاعدة بيانات كرة القدم.إي يو (الإنجليزية)
- بنجاني مواروواري على موقع بيانات كرة القدم. دي إي (الألمانية)
- بنجاني مواروواري على موقع ليكيب (الفرنسية)
- بنجاني مواروواري على موقع ناشيونال فوتبول تيمز (الإنجليزية)
- بنجاني مواروواري على موقع Soccerbase.com (لاعب) (الإنجليزية)
- بنجاني مواروواري على موقع Soccerway.com (الإنجليزية)